# Ján Solovič
Ján Solovič (Tótpelsőc, 1934. március 8. – 2022. július 10.) szlovák dramaturg. 1975-ben elnyerte a Csehszlovákia Érdemes Művésze díjat.

## Élete
Vasutas családban született, Zólyomban és Pozsonyban folytatta a tanulmányait. Dramaturgiát tanult a Pozsonyi Színművészeti Főiskolán. 1957 és 1963 között a Csehszlovák Rádió dramaturgja, 1963-tól 1971-ig művészeti igazgatója. 1970-től a Szlovák Írószövetség főtitkára, majd 1984 és 1989 között az elnöke.
Számos politikai pozíciót töltött be, például tagja volt a Szlovák Nemzeti Tanácsnak, majd az elnökség tagja, az oktatási és kulturális bizottság elnöke. 1978-tól a Színművészeti Akadémia televíziós és film-dramaturgia docense. Pozsonyban élt. Több drámáját a magyar rádió, televízió és néhány magyar színház is bemutatta.

## Munkássága
Első irodalmi művei versek voltak. 1953-ben mutatkozott be szerzőként a rádióban, 1955-ben debütált mint színházi dramaturg. 1962-ben kezdett el tévéjátékokat írni. Munkáiban olyan témákkal foglalkozott, mint a kollektivizálás, a gondatlanság és annak előre nem látható következményei. Az emberi problémák, a társadalmi haladásért folytatott küzdelem is érdekelték. Foglalkozott nemzete jövőjét érintő kérdésekkel is. Nagyon jól megértette az emberi szenvedést, az egyének sorsán keresztül szemléltette a személyes és társadalmi problémák összetettségét. A főszereplői nincsenek belső ellentmondások és a környezettel való konfliktusok nélkül.

## Művei

### Színjátékok
- Posledná hrmavica (1955), Utolsó zivatar
- Nepokojná mladosť (komédia, 1957), Nyugtalan ifjúság
- Súhvezdie Draka (1958), A Sárkány Csillagkép
- U nás taká obyčaj (vígjáték, 1960)
- Strašne ošemetná situácia (vígjáték, 1968), Borzasztóan kellemetlen helyzet
- Žobrácke dobrodružstvo[3] (tragikomédia, 1970), Kolduskaland
- Veža nádeje (vígjáték, 1972), A reménység tornya
- Dve komédie (1972), Két komédia
- Meridián (1973), Meridián expressz
- Strieborný jaguár (1974), Ezüst jaguár
- Zlatý dážď (1976), Aranyeső
- Občianska trilógia spoločné vydanie hier Meridián, Strieborný jaguár a Zlatý dážď (1978), Polgári trilógia: a Meridian, az Ezüst Jaguár és az Aranyeső együttes kiadása
- Pozor na anjelov (komédia, 1978), Vigyázz az angyalokra
- Právo na omyl (dráma, 1981), A hibához való jog
- Kráľovná noci v kamennom mori (vígjáték, 1983), Az éjszaka királynője a Kő-tengerben
- Zvon bez veže (1984), Harang torony nélkül
- Peter a Pavel (komédia, 1985), Péter és Pál
- Príliš odvážny projekt (1987), Túl merész projekt
- Maharadža z Royalu (2006)

### Rádiójátékok
- Torunský génius (1953), A toruńi zseni (Kopernikuszról)
- Prešporská predohra (1955), Prešporská nyitány
- Polnoc bude o päť minút (1958), Öt perc múlva éjfél
- Ruky pre Luciu (1962)
- Prvý dialóg s vami (1965), Első párbeszéd veled
- Druhý dialóg s vami (1965), A második párbeszéd veled
- Rekomando (1968), Ajánlás

### Tévéjátékok
- Kar na konci roku (1963), Kar az év végén
- Kde leží naša bieda (1965), Ahol a mi szenvedésünk fekszik
- Zhasnuté slnko (1967), A nap kialszik
- Traja z deviateho poschodia (1969), Hárman a kilencedik emeletről
- Dosť dobrí chlapi (1970), Nagyon jó fiúk (film forgatókönyve, rendező: Jozef Režucha)
- Straty a nálezy (1975), Veszteségek és leletek (televíziós sorozat)
- Dobrí ľudia ešte žijú (1979), A jó emberek még mindig élnek

### Gyerekeknek
- Výlet nad oblaky (1963), Utazás a felhők felett (mesekönyv)
- Zradná čapica (1965), Egy áruló sapka (rövid színjáték gyerekeknek)

### Újságíróként
- Tu Bratislava. Rozhlas v retrospektíve a perspektíve (1966)

## Magyarul megjelent művei
- Székely Magdolna (szerk.): A szabadság első napja – Meridián (Käfer István fordítása, Európa Könyvkiadó, Budapest, 1981) ISBN 9630723085
- Harang torony nélkül. Karel Ondrej Bel töprengései édesatyja, Bél Mátyás életének tizenkét esztendejéről tizenkét képben, prológussal és epilógussal; ford. Filadelfi Mihály; Új Aurora, Békéscsaba, 1984
- Színművek (Madách Könyvkiadó, Pozsony, 1986, fordította: Galán Géza, Käfer István, Konrád József)
  - Kemény dió
  - Kolduskaland
  - Meridián
  - Harang torony nélkül

## Fordítás
- Ez a szócikk részben vagy egészben  a   Ján Solovič című szlovák Wikipédia-szócikk ezen változatának fordításán alapul.  Az eredeti cikk szerkesztőit annak laptörténete sorolja fel. Ez a jelzés csupán a megfogalmazás eredetét és a szerzői jogokat jelzi, nem szolgál a cikkben szereplő információk forrásmegjelöléseként.